# Trådradio

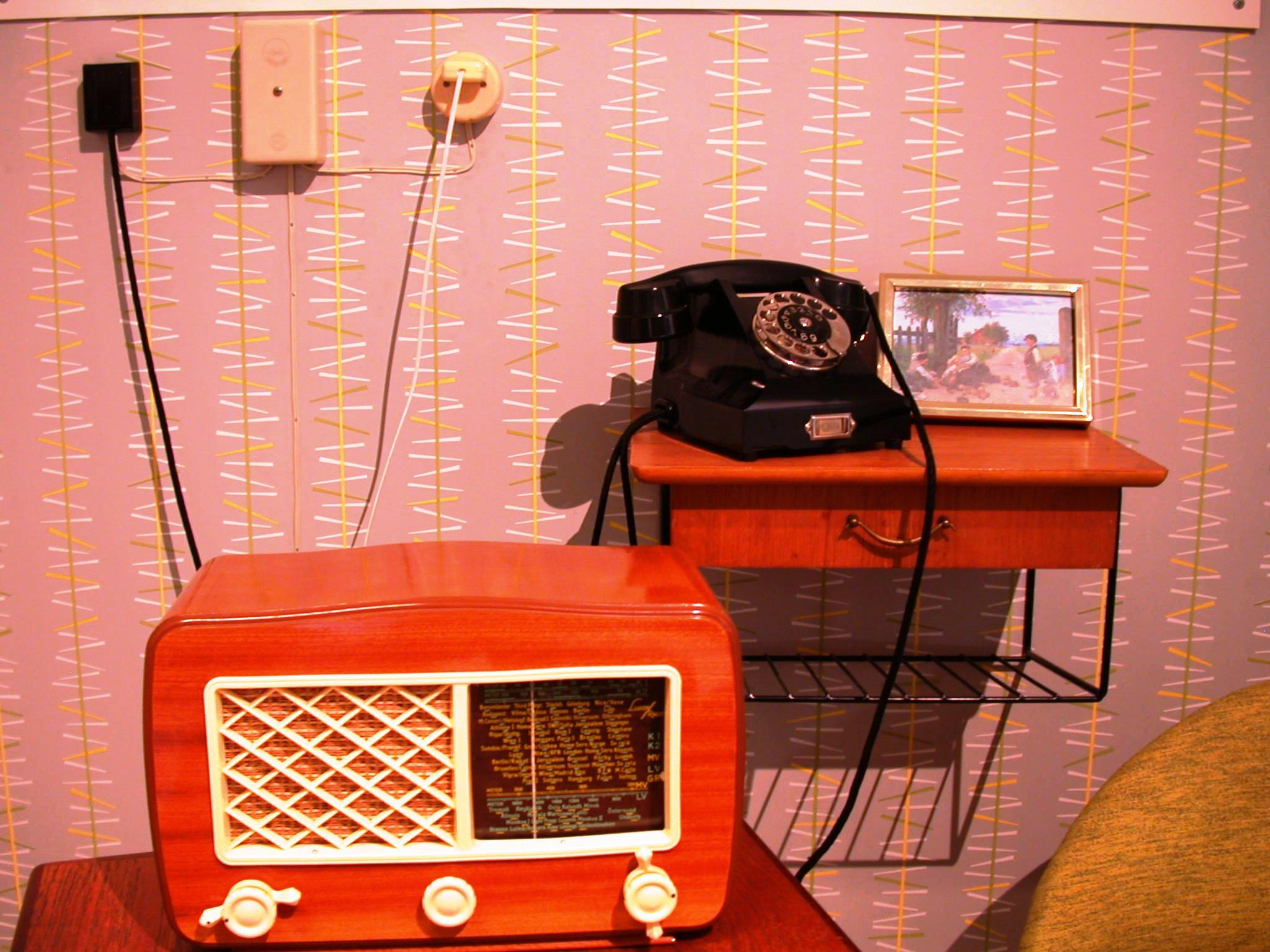
Trådradioinstallation

Trådradio var en äldre metod för att överföra radioprogrammen via telefonnätet eller elnätet. På så vis kunde även områden där trådlösa radiosändningar ännu inte byggts ut få tillgång till bra sändningskvalitet. Ett annat syfte kunde vara att säkerställa en avlyssningsskyddad rikstäckande kommunikationskanal för exempelvis mobiliseringsmeddelanden.
Flera länder har använt sig av trådradiosändningar, bland annat Sverige och Ryssland.

## Finland
I Finland började Helsingfors Telefonförening överföra Rundradions sändningar via telefonledningar år 1933. Intresset var emellertid lågt och experimentet lades senare ned.

## Sverige

### Historik

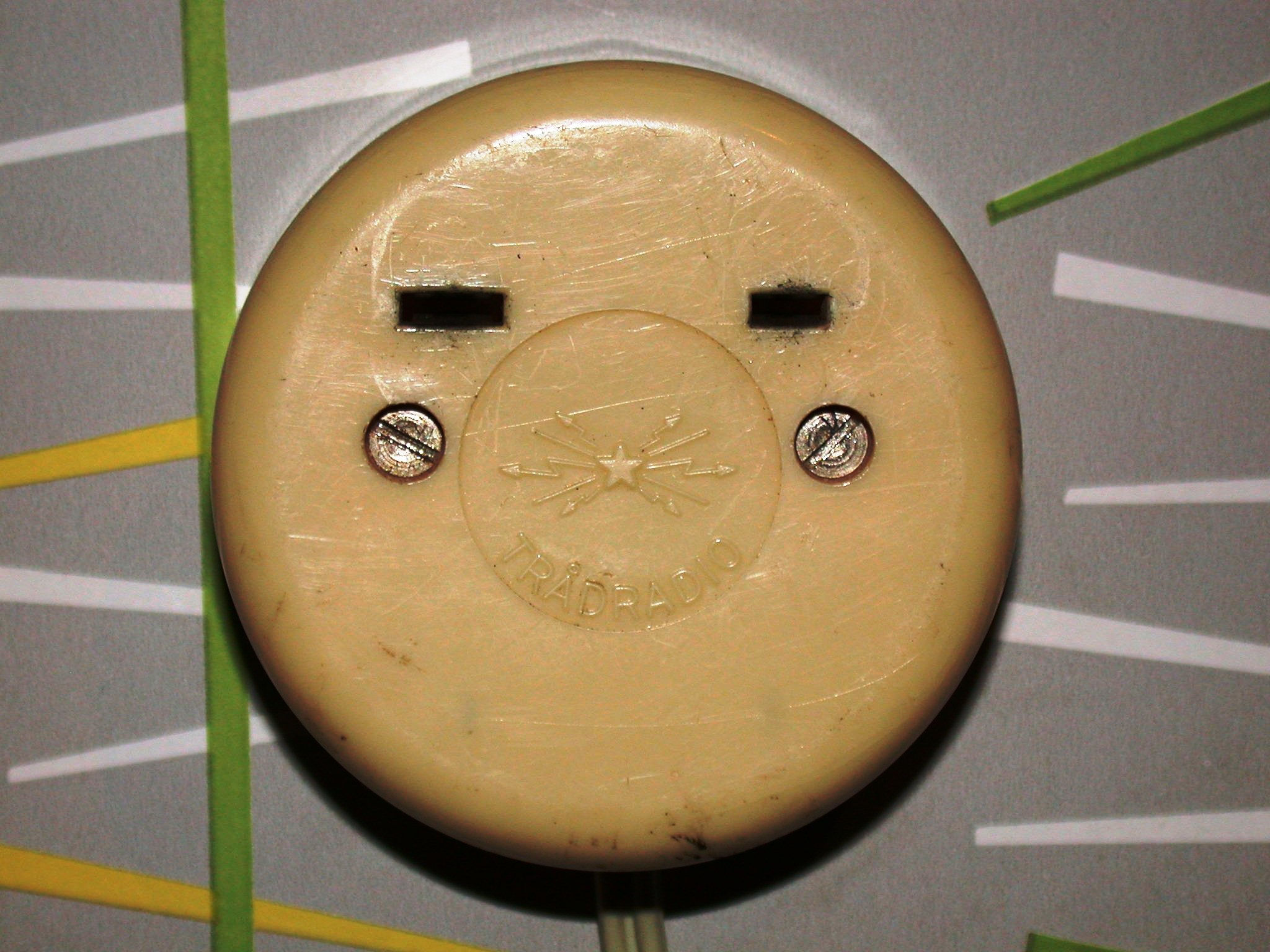
Trådradiouttag

I takt med att landet elektrifierades allt mer ökade även störningarna på de dåtida radiosändningarna över kort-, mellan- och långvåg. Den nya FM-radiotekniken var dyr och skulle även medföra att radiolyssnarna fick köpa nya radiomottagare. Lösningen var att sända radioprogrammen via telenätet. Detta blev mycket populärt och trådradiosändningarna pågick 1943–1971. Beslutet att satsa på trådradiotekniken kom sannolikt att försena utbyggnaden av FM-radio och TV något. 
Många av det sena 1930-talets nybyggda fastigheter försågs redan från början med trådradio, till exempel kvarteret Marmorn på Södermalm i Stockholm.
När FM-radion byggdes ut på 1970-talet lades trådradiosändarna successivt ned.

### Abonnenter
1946 drog en statlig utredning upp riktlinjer för en utbyggnad för 700 000 lyssnare. Från 1950 kunde industrin fullt ut leverera den erforderliga tekniska utrustningen och 1958 avsåg man att nå 720 000 lyssnare.
| Tidpunkt (per 30 juni/år) | Antal trådradiosändare | Antal trådradioabonnenter | Ökning under året |
| ------------------------- | ---------------------- | ------------------------- | ----------------- |
| 1946                      | 7                      | 2 053                     | -34               |
| 1947                      | 9                      | 4 907                     | 2 854             |
| 1948                      | 9                      | 6 975                     | 2 068             |
| 1949                      | 9                      | 12 991                    | 6 016             |
| 1950                      | 9                      | 16 443                    | 3 452             |
| 1951                      | 11                     | 19 448                    | 3 005             |
| 1952                      | 15                     | 37 636                    | 18 188            |
| 1953                      | 17                     | 58 862                    | 21 226            |
| 1954                      | 23                     | 93 658                    | 34 796            |
| 1955                      | 32                     | 145 155                   | 51 497            |
| 1956                      | 35                     | 202 051                   | 56 896            |
| 1957                      | 36                     | 273 087                   | 71 036            |
| 1958                      | 42                     | 315 827                   | 42 740            |
| 1959                      | 54                     | 343 316                   | 27 489            |
| 1960                      | 62                     | 367 491                   | 24 175            |
| 1961                      | 66                     | 381 521                   | 14 030            |
| 1962                      | 71                     | 393 342                   | 11 821            |
| 1963                      | 74                     | 398 179                   | 4 837             |
| 1964                      | 76                     | 398 750                   | 571               |
| 1965                      | 76                     | 399 013                   | 263               |

### Teknik

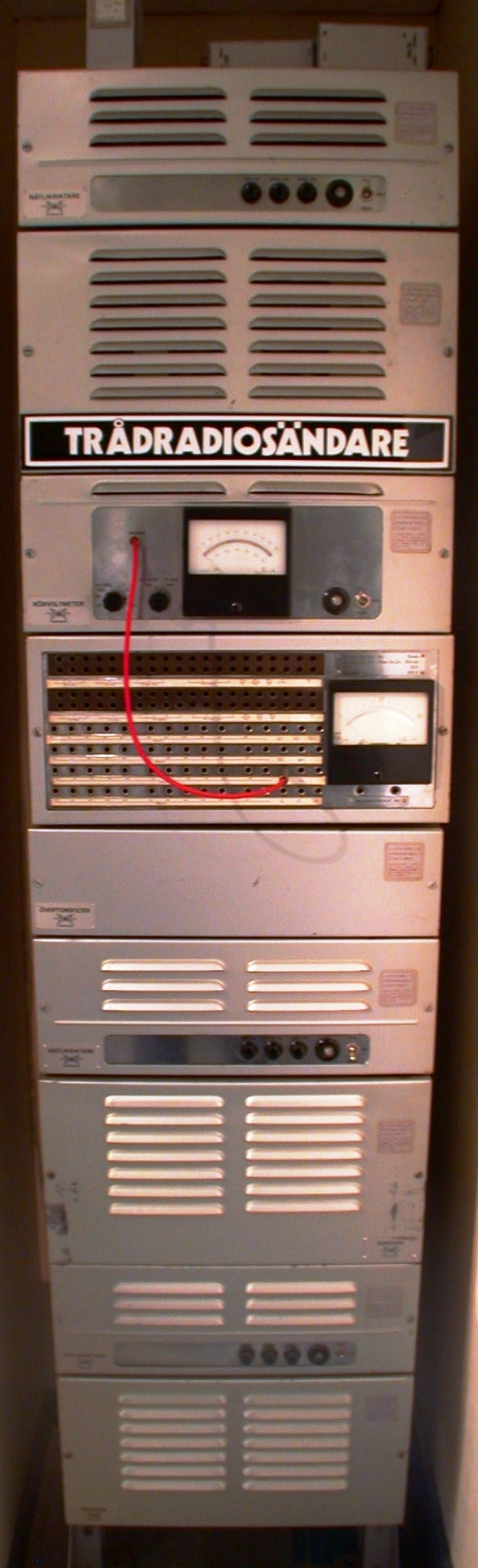
Trådradiosändare

Man skickade ut radiosändningen över det trådbundna telenätet, men man lade sändningen som långvågsutsändning i nätet, så att inte telefonsamtal stördes. Hos abonnenten kopplades ett filter in, till vilken en vanlig radiomottagare med långvågsband anslöts, och sedan kunde man höra trådradiosändningarna. Till samma filter kopplades också telefonen och det gick följaktligen både att prata i telefon och lyssna på radio samtidigt. Två olika radioprogram kunde samtidigt överföras på frekvenserna 164 kHz (på äldre radioapparater markerat med "Allouis") och 281 kHz (markerat med "Minsk"), vilket i praktiken blev Sveriges Radio P1 och Sveriges Radio P2.
Trådradiosändarna hade effekten 20 W. Det Elektromagnetiska fältet från telefontrådarna i luften, där trådradio överfördes, var nära trådarna, och inte alltför långt ifrån inmatningspunkten på någon telefonstation, ofta tillräckligt starkt för att en bilradiomottagare skulle kunna ta emot sändningen. Telefontrådarna fungerade som bra sändarantenner.
I modern tid har trådradion fått ett slags renässans i och med alla Internet-radiostationer som många avlyssnar via ADSL-bredband över telefontrådarna.

### Trådradio i pressen
Redan när Rundradioutredningen publicerades 1946 riktades skarp kritik mot trådradion, främst i fackpressen. 
Tidskriften Populär Radios (senare Radio&Television) chefredaktör ing. John Schröder skrev under dryga 20 år ett stort antal ledare och artiklar där satsningen kritiserades. 
När beslutet att avbryta utbyggnaden kom 1958 föreslog redaktören följande "gravskrift" ; "Här vilar det svenska trådradionätet, älskat av få - saknat av ingen!"

## Ryssland
I Ryssland användes trådradio bland annat för distributionen av mobiliseringsmeddelanden.